# Говори правду!
«Говори правду!» (біл. Гавары праўду!) — громадська кампанія в Білорусі, розпочата 25 лютого 2010 року. Ініціатором і лідером кампанії є білоруський поет Володимир Некляєв. Задекларована мета кампанії — збір і поширення реальної інформації про становище у державі та суспільстві.
18 травня 2010 року відбулися обшуки в активістів кампанії по всій Білорусі. Володимира Некляєва і низку інших активістів було затримано.
Найбільш відома акція — масовий збір підписів за надання імені Василя Бикова одній із вулиць Мінська та Гродна.